# Eer aan de Vader
Het Eer aan de Vader of Gloria Patri is een van de bekendste christelijke gebeden. Het staat ook bekend als de Kleine doxologie of Klein gloria, waarbij het tegenover de Grote doxologie wordt geplaatst, het Gloria in excelsis Deo.
Ook wordt dit gebed gebeden bij de afsluiting van elk tientje van het rozenkransgebed.
De tekst luidt als volgt:

## Latijnse tekst
Gloria Patri et Filio et Spiritui Sancto.
Sicut erat in principio, et nunc et semper et in saecula saeculorum.
Amen.

## Nederlandse vertaling
De Nederlandse vertaling zoals vermeld in het Getijdenboek en in het Compendium van de Catechismus van de Katholieke Kerk.
Eer aan de Vader en de Zoon en de heilige Geest.
Zoals het was in het begin, en nu en altijd en in de eeuwen der eeuwen.
Amen.